# Степанов, Михаил Степанович (строитель)
Михаил Степанович Степанов (27 ноября 1925 года, Ходяково, Ядринский уезд, Казанская губерния — 3 октября 2004 года, Чебоксары, Республика Чувашия) — передовик и организатор производства, рационализатор. 
Герой Социалистического Труда. Заслуженный строитель РСФСР (1982). Депутат Верховного Совета СССР V созыва.

## Биография
Родился 27 ноября 1925 года в селе Ходяково Ядринского уезда Казанской губернии (сегодня — Аликовский район Республики Чувашия). Окончил семилетнюю школу в селе Таутово. После школы поступил в строительный техникум. Работал техником-строителем. Участвовал в Великой Отечественной войне (1943—1945). В 1950 году устроился на работу каменщиком на Чебоксарское ХБК. В 1952 году окончил Чебоксарский строительный техникум. Работал бригадиром каменщиков. В 1957 году принял под своё руководство отстающую бригаду каменщиков «Стройтреста № 1», которую вывел в передовые бригады этого производства. В течение 16 лет руководил этой бригадой. В 1972 году был назначен главным инженером и технологом «Оргтехстроя». В 1982 году был назначен исполняющим обязанности главного технолога «Стройтреста № 2». С 1984 года по 1994 год преподавал в ПТУ. В 1966 году за выдающиеся достижения в развитии строительной промышленности в Республике Чувашия был удостоен звания Героя Социалистического Труда.
Избирался депутатом Чебоксарского городского совета. В 1958 году был избран депутатом Верховного Совета СССР V созыва.

## Награды
- Герой Социалистического Труда.
- орден Ленина (дважды),
- заслуженный строитель РСФСР.
- Орден Отечественной войны II степени,

- Занесён в Почётную Книгу Трудовой Славы и Героизма Чувашской АССР (1967).
- Заслуженный строитель Чувашской АССР,